# Золотой глобус (премия, 1957)
14-я церемония вручения премии «Золотой глобус»

28 февраля 1957 год
Лучший фильм (драма): 

«Вокруг света за 80 дней»
Лучший фильм (комедия или мюзикл): 

«Король и я»
< 13-я Церемонии вручения 15-я >
14-я церемония вручения наград премии «Золотой глобус» за заслуги в области кинематографа за 1956 год. Церемония была проведена 28 февраля 1957 года в ночном клубе «Cocoanut Grove», отель «Амбассадор», Лос-Анджелес, Калифорния, США.

## Победители и номинанты
| Победители выделены отдельным цветом. |

### Игровое кино
| Категории                                | Фотографии лауреатов                                       | Победители и номинанты                                 |
| ---------------------------------------- | ---------------------------------------------------------- | ------------------------------------------------------ |
| Лучший фильм (драма)                     |                                                            | • «Вокруг света за 80 дней» (продюсер: Кевин МакКлори) |
| Лучший фильм (драма)                     | • «Гигант» (продюсер: Джордж Стивенс)                      |                                                        |
| Лучший фильм (драма)                     | • «Жажда жизни» (продюсер: Джон Хаусман)                   |                                                        |
| Лучший фильм (драма)                     | • «Продавец дождя» (продюсер: Пол Натан)                   |                                                        |
| Лучший фильм (драма)                     | • «Война и мир» (продюсер: Дино Де Лаурентис)              |                                                        |
| Лучший фильм (комедия или мюзикл)        |                                                            | • «Король и я»                                         |
| Лучший фильм (комедия или мюзикл)        | • «Автобусная остановка» (продюсер: Бадди Адлер)           |                                                        |
| Лучший фильм (комедия или мюзикл)        | • «Противоположный пол» (продюсер: Джо Пастернак)          |                                                        |
| Лучший фильм (комедия или мюзикл)        | • «„Кадиллак“ из чистого золота» (продюсер: Фред Колмар)   |                                                        |
| Лучший фильм (комедия или мюзикл)        | • «Чайная церемония» (продюсер: Джек Каммингс)             |                                                        |
| Лучший режиссёр                          |                                                            | • Элиа Казан — за фильм «Куколка»                      |
| Лучший режиссёр                          | • Джордж Стивенс — за фильм «Гигант»                       |                                                        |
| Лучший режиссёр                          | • Кинг Видор — за фильм «Война и мир»                      |                                                        |
| Лучший режиссёр                          | • Винсент Миннелли — за фильм «Жажда жизни»                |                                                        |
| Лучший режиссёр                          | • Майкл Андерсон — за фильм «Вокруг света за 80 дней»      |                                                        |
| Лучшая мужская роль (драма)              |                                                            | • Кирк Дуглас — за фильм «Жажда жизни»                 |
| Лучшая мужская роль (драма)              | • Гэри Купер — за фильм «Дружеское увещевание»             |                                                        |
| Лучшая мужская роль (драма)              | • Чарлтон Хестон — за фильм «Десять заповедей»             |                                                        |
| Лучшая мужская роль (драма)              | • Берт Ланкастер — за фильм «Продавец дождя»               |                                                        |
| Лучшая мужская роль (драма)              | • Карл Молден — за фильм «Куколка»                         |                                                        |
| Лучшая женская роль (драма)              |                                                            | • Ингрид Бергман — за фильм «Анастасия»                |
| Лучшая женская роль (драма)              | • Кэрролл Бейкер — за фильм «Куколка»                      |                                                        |
| Лучшая женская роль (драма)              | • Кэтрин Хепбёрн — за фильм «Продавец дождя»               |                                                        |
| Лучшая женская роль (драма)              | • Одри Хепбёрн — за фильм «Война и мир»                    |                                                        |
| Лучшая женская роль (драма)              | • Хелен Хейс — за фильм «Анастасия»                        |                                                        |
| Лучшая мужская роль (комедия или мюзикл) |                                                            | • Кантинфлас — за фильм «Вокруг света за 80 дней»      |
| Лучшая мужская роль (комедия или мюзикл) | • Марлон Брандо — за фильм «Чайная церемония»              |                                                        |
| Лучшая мужская роль (комедия или мюзикл) | • Дэнни Кей — за фильм «Придворный шут»                    |                                                        |
| Лучшая мужская роль (комедия или мюзикл) | • Юл Бриннер — за фильм «Король и я»                       |                                                        |
| Лучшая мужская роль (комедия или мюзикл) | • Гленн Форд — за фильм «Чайная церемония»                 |                                                        |
| Лучшая женская роль (комедия или мюзикл) |                                                            | • Дебора Керр — за фильм «Король и я»                  |
| Лучшая женская роль (комедия или мюзикл) | • Джуди Холлидей — за фильм «"Кадиллак" из чистого золота» |                                                        |
| Лучшая женская роль (комедия или мюзикл) | • Матико Кё — за фильм «Чайная церемония»                  |                                                        |
| Лучшая женская роль (комедия или мюзикл) | • Мэрилин Монро — за фильм «Автобусная остановка»          |                                                        |
| Лучшая женская роль (комедия или мюзикл) | • Дебби Рейнольдс — за фильм «Свёрток для Джоя»            |                                                        |
| Лучшая мужская роль второго плана        |                                                            | • Эрл Холлиман — за фильм «Продавец дождя»             |
| Лучшая мужская роль второго плана        | • Оскар Хомолка — за фильм «Война и мир»                   |                                                        |
| Лучшая мужская роль второго плана        | • Эдди Альберт — за фильм «Чайная церемония»               |                                                        |
| Лучшая мужская роль второго плана        | • Энтони Куинн — за фильм «Жажда жизни»                    |                                                        |
| Лучшая мужская роль второго плана        | • Илай Уоллак — за фильм «Куколка»                         |                                                        |
| Лучшая женская роль второго плана        |                                                            | • Айлин Хекарт — за фильм «Дурная кровь»               |
| Лучшая женская роль второго плана        | • Милдред Даннок — за фильм «Куколка»                      |                                                        |
| Лучшая женская роль второго плана        | • Патти Маккормак — за фильм «Дурная кровь»                |                                                        |
| Лучшая женская роль второго плана        | • Марджори Мэйн — за фильм «Дружеское увещевание»          |                                                        |
| Лучшая женская роль второго плана        | • Дороти Мэлоун — за фильм «Слова, написанные на ветру»    |                                                        |
| Лучший дебют актёра                      |                                                            | • Пол Ньюман — за фильм «Серебряная чаша»              |
| Лучший дебют актёра                      | • Джон Керр — за фильм «Чай и симпатия»                    |                                                        |
| Лучший дебют актёра                      | • Энтони Перкинс — за фильм «Дружеское увещевание»         |                                                        |
| Лучший дебют актрисы                     |                                                            | • Кэрролл Бейкер — за фильм «Куколка»                  |
| Лучший дебют актрисы                     | • Джейн Мэнсфилд — за фильм «Эта девушка не может иначе»   |                                                        |
| Лучший дебют актрисы                     | • Натали Вуд — за фильм «Бунтарь без причины»              |                                                        |

### Телевизионные фильмы и сериалы
| Категории     | Фотографии лауреатов | Победители и номинанты                                                              |
| ------------- | -------------------- | ----------------------------------------------------------------------------------- |
| Лучшее ТВ-шоу |                      | • «Театр 90» • «Эта ваша жизнь» • «Утренний театр» • «Клуб Микки Мауса» • «Шайенны» |

## Специальные премии
| Категории                 | Фотографии лауреатов | Победители и номинанты |
| ------------------------- | -------------------- | --- |
| Премия Сесиля Б. Де Милля |                      | • Мервин Лерой |
| Специальная премия        |                      | • Дмитрий Тёмкин — за музыку к фильмам • Элизабет Тейлор — за стойкую роль • Эдвин Шаллерт — за достижения в киноиндустрии |
| Премия Генриетты          |                      | • Джеймс Дин — фаворит среди мужчин. • Ким Новак — фаворитка среди женщин.                                                 |